# Franz Meyer (Politiker, 1882)
Franz Ignatz Meyer (* 7. Mai 1882 in  Holte; † 19. Oktober 1945 ebenda) war ein deutscher Politiker der Zentrumspartei.

## Leben

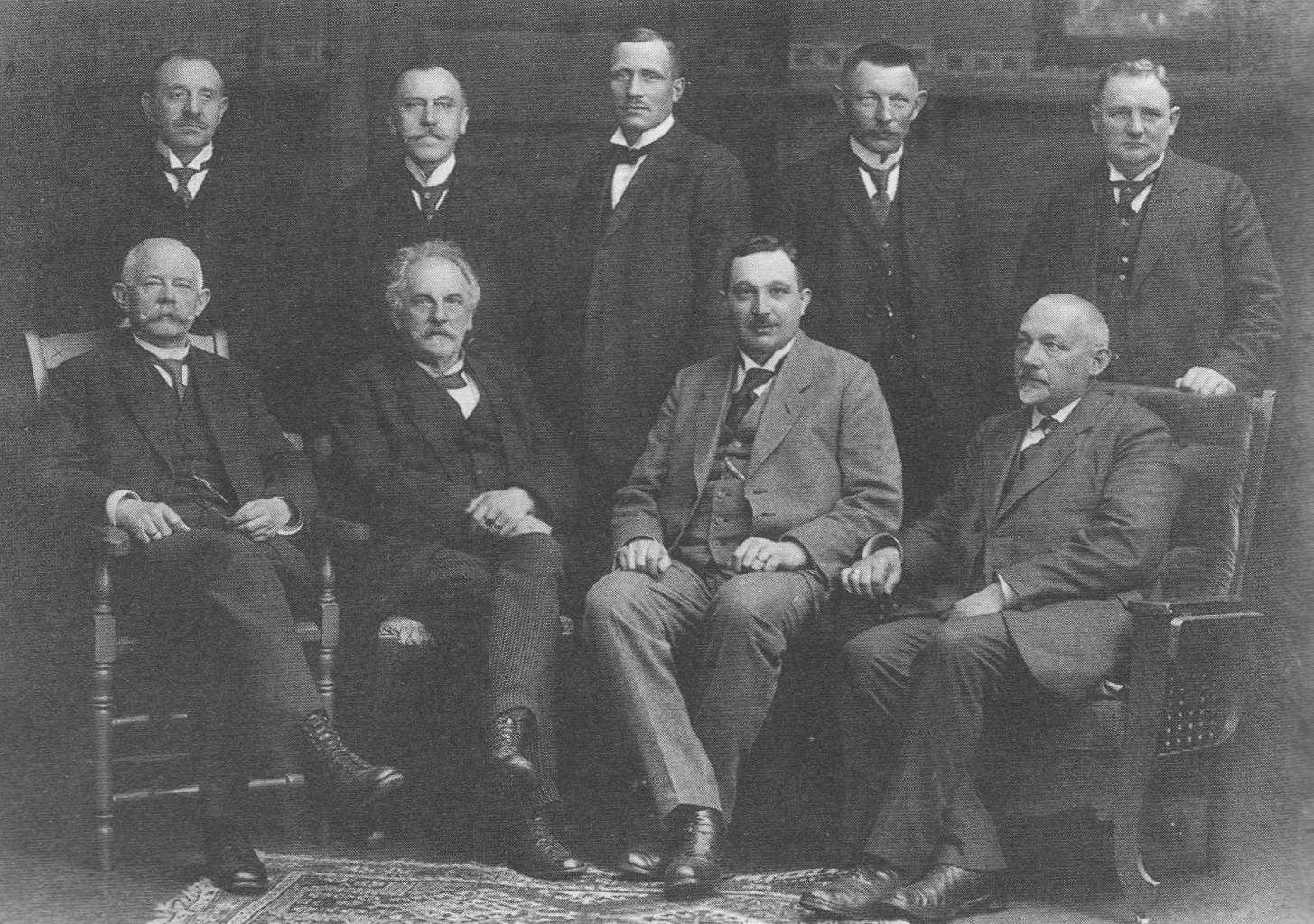
Erster stehend von rechts, Zentrumsfraktion im Oldenburger Landtag

Franz Meyer war der älteste Sohn des Hofbesitzers (Meyerhof zu Holte) Benno Meyer, der von 1881 bis 1904 ebenfalls Mitglied des Oldenburgischen Landtages war und dessen zweiter Frau Maria Elisabeth geb. Rohling (1854–1887). Nach dem Besuch des Realgymnasiums in Quakenbrück machte er eine landwirtschaftliche Lehre im väterlichen Betrieb und auf dem Rittergut Lengefeld bei Korbach. Danach begann er ein Studium an der Landwirtschaftlichen Hochschule in Halle, das er wegen des Todes des Vaters jedoch abbrechen musste. 1904 übernahm er den väterlichen Hof. Wie sein Vater spielte auch er eine führende Rolle in den katholischen Bauernorganisationen. U. a. war er Vorstandsmitglied des Deutschen Christlichen Bauernvereins in Berlin, Vorsitzender des Oldenburgischen Bauernvereins und Mitglied der Oldenburgischen Landwirtschaftskammer. Er betätigte sich in der Kommunalpolitik und war Mitglied des Gemeinderats von Damme und des Amtsrats in Vechta. Am 6. Juni 1920 wurde Franz Meyer zum ersten Mal in den oldenburgischen Landtag gewählt und bei allen nachfolgenden Landtagswahlen wiedergewählt. Von 1925 bis 1931 war er Vizepräsident des oldenburgischen Landtags und Nachfolger von Heinrich Enneking, der zuvor den Wahlkreis vertreten hatte. Meyer gehörte 1928 zu den Wortführern der Protestbewegung des Landvolks und schlug häufig eine von der Fraktionspolitik abweichende Richtung ein. Nach der Machtergreifung wurde Meyer am 21. April 1933 aus dem Landtag ausgeschlossen.

## Familie
Ab dem 18. August 1908 war Meyer mit Agnes Leiber-Wehberg (1887–1958), der Tochter des Dammer Kaufmanns August Leiber (1859–1938) und Agnes geb. Wehberg (1856–1927) verheiratet. Das Ehepaar hatte fünf Kinder, von denen Benno August (* 1913) später den Hof weiterführte.